# Église Sainte-Aloia d'Atella
 (janvier 2024).
L'église Sainte-Aloia (italien : chiesa di Santa Aloia), ou interprétativement église Saint-Éloi, est un ancien édifice religieux catholique situé à Atella, en Italie. Il n'en reste aujourd'hui que les ruines du campanile.

## Situation et accès
L'édifice est situé sur la place Saint-Éloi (italien : largo Sant'Eligio) et est longé par le cours Pape-Jean-XXIII (italien : corso Papa Giovanni XXIII), au sud d'Atella. Plus largement, il se trouve dans la province de Potenza, dans la région Basilicate.

## Histoire
D'après la plaque d'information placée devant, l'édifice remontrait au XIVe siècle. Placé sous le vocable de sainte Aloia, il pourrait en fait s'agir d'une déformation de saint Éloi, prononcé à la française,. De nos jours, il ne reste de l'église que la base du campanile en ruines.